# احد کورت
احد کورت (به فرانسوی: Had Kourt) یک منطقهٔ مسکونی در مراکش است که در استان سیدی قاسم واقع شده‌است.
 احد کورت  ۵٬۰۵۱ نفر جمعیت دارد.